# Chrysobothris hexastigma
Chrysobothris hexastigma es una especie de escarabajo del género Chrysobothris, familia Buprestidae. Fue descrita científicamente por Mannerheim en 1837.